# The Arockalypse
《The Arockalypse》是芬蘭搖滾樂團妖怪樂團的第三張錄音室專輯，發行於2006年3月3日。《The Arockalypse》較樂團的前兩張專輯更為成功，獲得雙白金認證。專輯收錄了Who's Your Daddy？、It Snows in Hell等單曲，其中〈Hard Rock Hallelujah〉最為知名，妖怪樂團以該曲代表芬蘭贏得2006年歐洲歌唱大賽。